# Adak Army Base and Adak Naval Operating Base

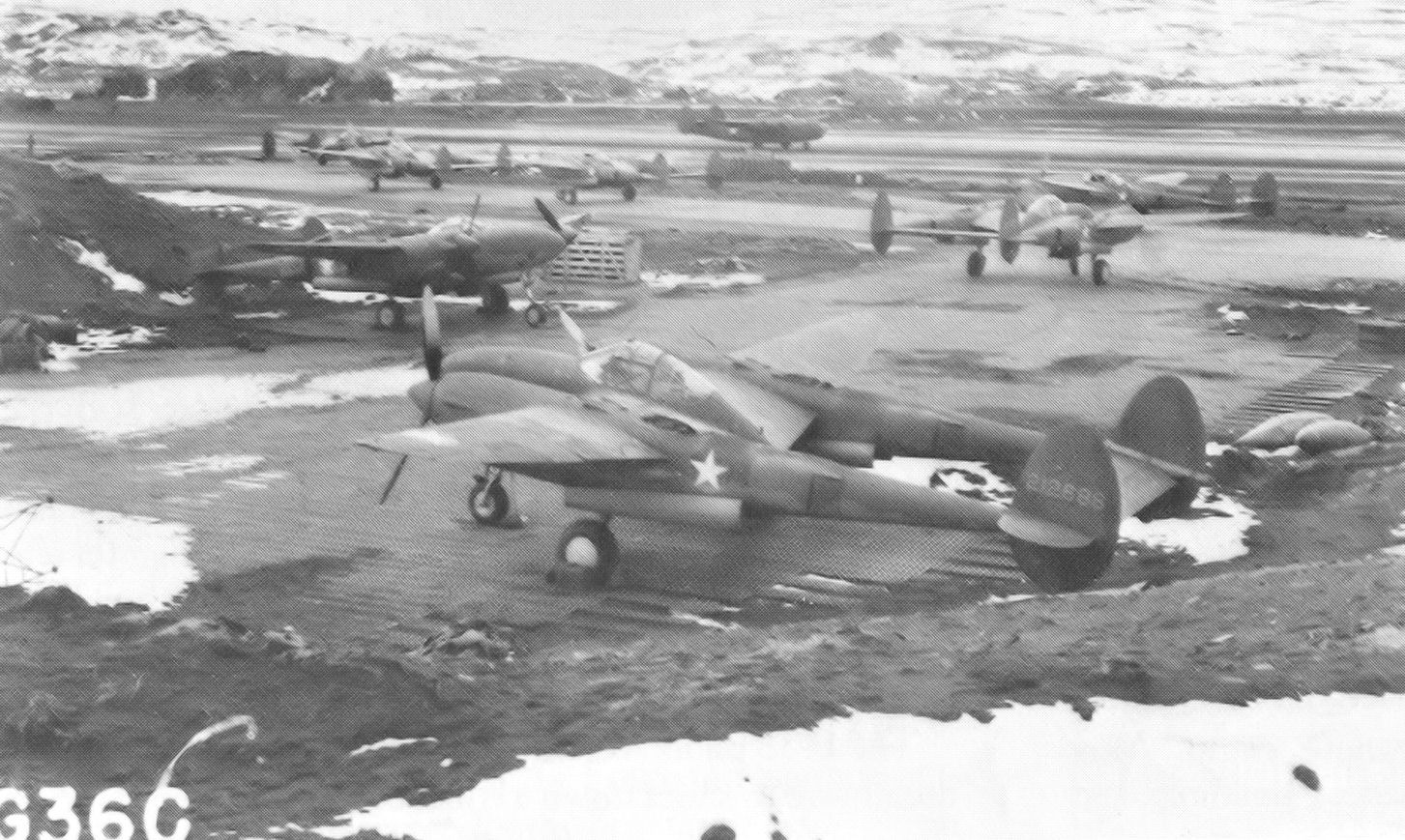
Lockheed P-38 Lightning op Adak

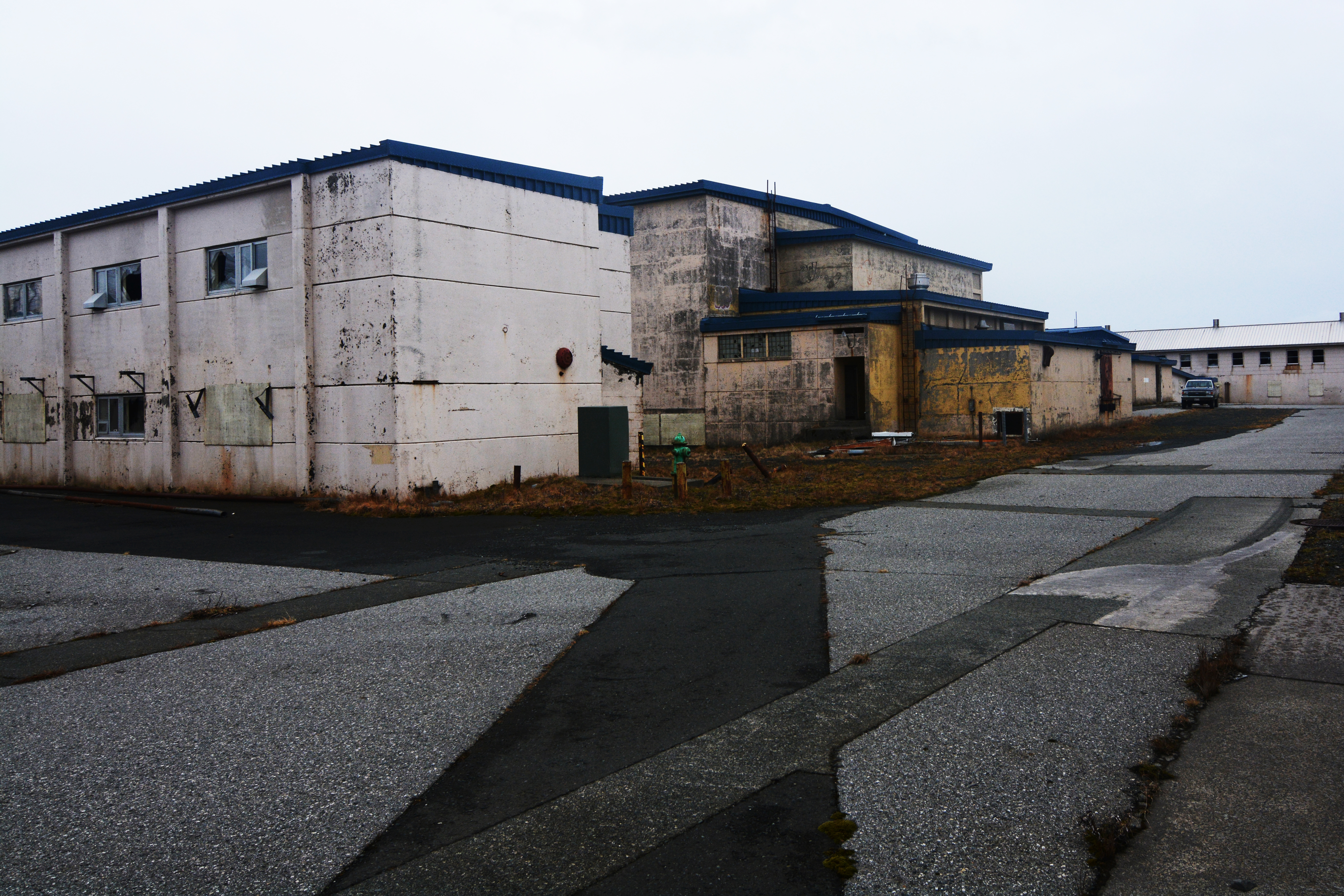
Oude gebouwen van de bases

Adak Army Base and Adak Naval Operating Base in Alaska is de locatie van waaruit tijdens de Tweede Wereldoorlog en de Slag om de Aleoeten de Amerikaanse strijdkrachten de door de Japanners bezette eilanden Kiska en Attu (eilandengroep Aleoeten) gingen aanvallen. Er zijn slechts ruïnes over van de basis.
Het eiland ligt op zo'n 1400 mijl ten zuidwesten van Anchorage. Het leger begon met de bouw van de basis na juni 1942 na de aanval van het Japanse leger op de eilanden Attu en Kiska. De enige Amerikaanse bases op dat moment lagen op zo'n 700 mijl afstand. Bommenwerpers konden Kiska wel bereiken, maar jachtvliegtuigen konden ze niet de hele reis begeleiden en beschermen.
De behoefte aan een Aleoetenbasis verder naar het westen was groot. Het leger gaf de voorkeur aan het eiland Tanaga, ten westen van Adak, maar de Amerikaanse marine pleitte voor Adak, vooral vanwege de haven en rede die onder alle weersomstandigheden te gebruiken was. Op 28 juni 1942 landde een verkenningseenheid op Adak, zij troffen geen Japanners aan. Korte tijd later begon de bouw van een landingsbaan en faciliteiten, waaronder een ziekenhuis. Vanaf september 1942 was het vliegveld gereed. De bommenwerpers, met name Boeing B-17 en B-24 Liberator toestellen, konden hun missies uitvoeren onder bescherming van jachtvliegtuigen.
Tijdens de oorlog maakten zowel leger en de marine gebruik van Sweeper Cove. De marine had daar twee droogdokken en drie pieren. Het leger had twee kades en bouwde tegen het einde van de oorlog een enorm depot. Deze laatst zou een rol spelen als de invasie op Japan zou beginnen. Als de meest westelijke marinebasis was het actief van de herfst van 1942 tot het einde van de campagne. De basis bood ondersteuning aan de schepen en onderzeeërs van de Amerikaanse vloot in hun strijd tegen de vijand in de noordelijke wateren van de Stille Oceaan. De haven werd ook gebruikt voor het verzamelen van een vloot voor de aanval op Kiska.
Na de oorlog trok de luchtmacht zicht terug en in 1950 werd de basis overgedragen aan de marine. Er werden Lockheed P-3 Orion patrouillevliegtuigen gestationeerd. In de jaren 1980 waren ongeveer 6000 militairen op de basis aanwezig. In de jaren 1990 nam het belang van de basis af en daalde het aantal aanwezige militairen. De locatie is een National Historic Landmark sinds 1987. Op 31 maart 1997 werd de basis gesloten.
In 2004 kwam het terrein en gebouwen in handen van de The Aleut Corporation, met de intentie er commerciële activiteiten te ontplooien. Veel gebouwen, waaronder hangars voor de vliegtuigen en brandstofopslagtanks, zijn verdwenen of verkeren in een slechte staat. De twee landingsbanen van 2400 meter lang liggen er nog en een baan wordt gebruikt door Alaska Airlines die regelmatig, maar niet vaak, op Adak vliegt. 
In april 2025 kwamen er berichten dat de voormalige marinebasis in Adak opnieuw in gebruik wordt genomen. Reden hiervoor zijn de Russische en Chinese activiteiten in de noordelijke Stille Oceaan en het Noordpoolgebied. De twee landen doen ook samen patrouillevluchten met vliegtuigen en schepen. Met de basis kan het Amerikaanse leger sneller reageren met onderzeeboten, marineschepen en vliegtuigen.